# Württembergische Lebensversicherung
Die Württembergische Lebensversicherung AG ist ein Lebens- und Rentenversicherungsunternehmen mit Sitz in Kornwestheim.
Sie gehört mehrheitlich (94,89 %) zum Finanzdienstleistungskonzern Wüstenrot & Württembergische, ebenfalls mit Sitz in Kornwestheim. Am 10. Dezember 2014 gab die WürttLeben bekannt, dass sie das Delisting aller Aktien zum geregelten Markt an der Baden-Württembergischen Wertpapierbörse in Stuttgart beantrage. Die Preisermittlung im regulierten Markt für die Inhaber- und Namensaktien der Württembergischen Lebensversicherung AG wurde mit Ablauf vom 7. Juli 2015 eingestellt.

## Unternehmensgeschichte

Stammaktie über 100 DM der Allgemeinen Rentenanstalt vom September 1986

Die Württembergische Lebensversicherung AG blickt auf eine lange Tradition bis in das Jahr 1833 zurück. Damals nahm sie unter dem Namen Allgemeine Rentenanstalt zu Stuttgart (ARA) als erste Gesellschaft in Deutschland das Rentenversicherungsgeschäft auf.
Aus der ARA wurde mit Bildung der Württembergischen Versicherungsgruppe 1991 die Württembergische Lebensversicherung AG. Nach dem Zusammenschluss von Wüstenrot und Württembergischer wurde die Wüstenrot Lebensversicherung im Jahr 2000 in die Württembergische Lebensversicherung integriert. 2002 wurde als hundertprozentige Tochtergesellschaft der Württembergischen Lebensversicherung die Allgemeine Rentenanstalt Pensionskasse AG gegründet.
Im Jahr 2005 erwarb die Württembergische Lebensversicherung AG die Mehrheit an der Karlsruher Lebensversicherung AG und integrierte sie vollständig.
Die Württembergische Lebensversicherung AG gehört zu den größten Lebensversicherungen in Deutschland. Sie bietet gemeinsam mit ihren Vertriebspartnern Lebens- und Rentenversicherungen (klassisch und fondsgebunden), sowie Berufsunfähigkeitsversicherungen an.

## Vorstand
Mitglieder des Vorstands:
- Jacques Wasserfall (Vorsitzender)
- Alexander Mayer
- Jens Wieland
- Zeliha Hanning

## Kennzahlen
| Kennzahlen in Mio. €                              | 2023     | 2024     |
| ------------------------------------------------- | -------- | -------- |
| Gebuchte Bruttobeiträge                           | 1.795,4  | 1.673,1  |
| Neuzugang (Neubeitrag)                            | 560,8    | 454,9    |
| Verwaltungskostenquote                            | 2,1 %    | 2,1 %    |
| Leistungsverpflichtung gegenüber den Versicherten | 30.994,9 | 30.936,0 |
| Kapitalanlagen                                    | 28.685,7 | 27.557,4 |
| Nettoverzinsung                                   | 2,0 %    | 1,9 %    |
| Rohüberschuss                                     | 225      | 246,3    |
| Stornoquote                                       | 3,9 %    | 4,9 %    |